# Hugo Madera
Fermín Hugo Madera Ramírez (Camagüey; 24 de noviembre de 1951) es un exfutbolista cubano que se desempeñaba como portero. Empezó en el club Granjeros en 1969, estando hasta 1976 ya que lo fichó el Camagüey, donde se mantuvo hasta 1982.

## Selección nacional
Jugó con la selección de Cuba en varios torneos continentales, pero en especial en los Juegos Olímpicos de Montreal 1976 y Moscú 1980.

### Participaciones en Juegos Olímpicos
| Torneo                   | Sede     | Resultado        |
| ------------------------ | -------- | ---------------- |
| Juegos Olímpicos de 1976 | Montreal | Primera ronda    |
| Juegos Olímpicos de 1980 | Moscú    | Cuartos de final |

## Palmarés

### Títulos nacionales
| Título              | Equipo    | País | Año  |
| ------------------- | --------- | ---- | ---- |
| Campeonato Nacional | Granjeros | Cuba | 1969 |
| Campeonato Nacional | Granjeros | Cuba | 1970 |
| Campeonato Nacional | Granjeros | Cuba | 1975 |